# Марк Фогель
Марк Гілліард Фо́гель (англ. Marc Hilliard Fogel; 28 липня 1961, Батлер, Пенсільванія, США) — американський шкільний вчитель, якого в серпні 2021 року російська влада заарештувала за спробу в'їхати до Росії з 17 г медичної марихуани. У червні 2022 року його засудили до 14 років позбавлення волі. Звільнений 11 лютого 2025 року.

## Життя і кар'єра
Народився в Батлері, Пенсільванія. Навчався в Індіанському університеті Пенсільванії. Працював учителем історії в міжнародних школах Колумбії, Малайзії, Оману, Мексики та Венесуели. З 2012 року жив і працював у Росії, викладав в Англо-американській школі в Москві.

## Арешт й ув'язнення
У серпні 2021 року в'їхав до Росії через митницю в аеропорту Шереметьєво. У його багажі знайшли близько 17 г медичної марихуани. Речовину йому призначили у США для лікування хронічного болю.
У червні 2022 року визнали винним у торгівлі наркотиками та засудили до 14 років ув'язнення. У жовтні 2022 року його перевели з СІЗО в Москві до виправної колонії на решту терміну.
У травні 2022 року Державний департамент США визнав баскетболістку Бріттні Грайнер неправомірно затриманою, але не зробив цього щодо Фогеля. Справа Фогеля не привернула уваги громадськості на противагу справі Грайнер. Сенатор від Пенсільванії Боб Кейсі висловив невдоволення тим, як адміністрація Байдена розглядала справу.
У серпні 2022 року двопартійна група сенаторів США лобіювала, щоб Державний департамент визнав Фогеля незаконно затриманим.
Сім'я Фогеля закликала Грайнер (яку ув'язнили, але 2022 року звільнили під час обміну ув'язненими) висловитися щодо справи.
2022 року після розмови Грайнер на Change.org ініціювали петицію, яка закликала звільнити Фогеля та закликала адміністрацію Байдена визнати його незаконно затриманим. Станом на 7 вересня 2023 року петиція зібрала 22 455 підписів із необхідних 25 000 підписів.
Фогель не брав участь у міжнародному обміні ув'язненими 2024 року, хоча, за словами американського чиновника, тривали розмови про його звільнення. Сім'я Фогеля висловила розчарування, що Фогель не потрапив в обмін, вказуючи на те, що причиною є його невідомість: «Марка надто довго несправедливо утримували під вартою, і йому мусять надати пріоритет у будь-яких переговорах про обмін з Росією, незалежно від його рівня впізнаваності чи популярності».
1 серпня 2024 року радник з питань національної безпеки Джейк Салліван назвав Фогеля незаконно затриманим, і вперше це прозвучало від офіційного представника США.

## Звільнення
11 лютого 2025 року після дипломатичних переговорів російська влада звільнила Марка Фогеля. Він покинув Росію разом зі Стівом Віткоффом, який брав участь у дискусіях щодо його звільнення. Державний секретар США Марко Рубіо публічно підтвердив звільнення Фогеля в офіційній заяві. По прибуттю до США Фогель виступив у Білому домі, а потім президент Дональд Трамп оголосив про чергове звільнення в'язнів, яке відбудеться наступного дня.